# Thomas Lacey
Pour les articles homonymes, voir Lacey.
Thomas Lacey est un danseur et acteur australien né le 22 septembre 1993.

## Carrière
En 2011, Thomas a obtenu le rôle de Benjamin « Ben » Tickle dans Dance Academy. En 2015, Lacey joue le rôle principal masculin dans la version en comédie musicale de Ballroom Dancing.

## Filmographie sélective

### Théâtre
- 2003 : Bye Bye Birdie : Randolph MacAfee
- 2014 : Strictly Ballroom the Musical (mise en scène de Baz Luhrmann)  : Scott Hastings

### Télévision
- 2012 : Winners & Losers : Ollie Masters (6 épisodes)
- 2012-2013 : Dance Academy : Ben Tickle (39 épisodes)

## Film
2017 : Dance academy return  : Ben Tickle